# 綺堂無一
綺堂無一（きどう むいち、6月27日 - ）は、日本の漫画家。男性。主に成年漫画誌で活動している。別名義に綺堂有二（主に全年齢作品用の名義）がある。
2015年、『COMIC LO』（茜新社）に掲載の「ろりこんレッスン」でデビュー。
ペンネームの「綺堂」は作家の『岡本綺堂』から、「無一」は『本来無一文』の言葉から取っている。同人サークル「綺堂館」で活動を行っている。
基本的に子供同士のカップルの性交渉を題材にしている。また、双方合意のいちゃらぶ系で描くことが多い。ただし『なるみの部屋』のように、登場人物の男女の年齢が離れている作品もある。
代表作は、『思春の部屋』シリーズをはじめとする『こどもの性活』シリーズ（同人作品）など。
土塚理弘を尊敬しており、土塚作品の「ねこ」に準する猫のキャラクター「ニャキ」を必ず作中のどこかに登場させている。

## 作品の概要（商業誌）

### ろりこんレッスン
概要
商業デビュー作。コミティアで行われていた『出張マンガ編集部』に持ち込みをした事がきっかけで掲載されることに。ちなみにこの時に持ち込んだ作品は「ちいさな性活１」(同人作品)。
内容
小学5年生の女の子「まどか」がロリコンの家庭教師を誘惑し、行為に至る。

### 後輩がんばります！
概要
商業2作目。メインヒロインの設定については、自分によく懐いてくる後輩の女の子を作者が描きたかったから。
内容
主人公一人しかいない文芸部に、後輩の女の子「まるみ」が入部。そんな後輩に淫らな悪戯をする所から話が始まる。

## 作品の概要（同人誌）

### こどもの性活
小学生の女の子「藤川さゆり」はクラスメートの「日下真央」と一緒に当番で資料室へ荷物を運んでいる際、同級生の男子に廊下で後ろからスカートめくりをされてしまう。おっとりした性格のさゆりは悪戯をされるも穏便にやり過ごすが....

### こどもの性活2
クラスメイトの「間城しろ」は、真央とさゆりだけ秘密をもっていることが許せないと告白し、自分も同じ秘密が欲しいと言う。その後しろは両親が遅くまで帰ってこない自身の部屋にさゆりと真央を呼び入れ、性行為をするように要求してしまう..

### こどもの性活3
学校の図書室で本棚の高い位置にある本を取ろうとしていたしろに対し、偶然通りかかった真央はスカートの下からパンツが見えてしまい、しろに注意する。しかししろは...

## 単行本リスト
- デフォルトでは発行順に配列。発売年月日の列および最左列のソートボタンで元の順序に戻る。
- 単行本タイトルの列は50音順ソート。
- 各単行本の収録作品詳細は#次節を参照のこと。なお、単行本タイトルの列のリンクは#次節の一覧の特定の箇所への内部リンクになっている。次節の一覧の収録単行本の列のソートボタンをクリックして単行本発行順に再配列した状態にする → この一覧の単行本タイトルのリンクをクリック → 各単行本の巻頭作品にジャンプする。

|                                    | 単行本タイトル                     | 発行元 / レーベル                  | 発売年月日                         | 収録 作品数                         | ISBN                                | 備考                                |                                     |
| ---------------------------------- | ---------------------------------- | ---------------------------------- | ---------------------------------- | ----------------------------------- | ----------------------------------- | ----------------------------------- | ----------------------------------- |
| 第1作                              | 仔づくりチルドレン                 | ティーアイネット / MUJINコミックス | 2018年8月10日                      | 7                                   | ISBN 978-4-88774-701-2              |                                     |                                     |
| 第2作                              | 交尾ごっこ                         | ティーアイネット / MUJINコミックス | 2019年12月13日                     | 5                                   | ISBN 978-4-88774-754-8              |                                     |                                     |
| 出典：綺堂無一HP 綺堂館 / 活動履歴 | 出典：綺堂無一HP 綺堂館 / 活動履歴 | 出典：綺堂無一HP 綺堂館 / 活動履歴 | 出典：綺堂無一HP 綺堂館 / 活動履歴 | このリストの最終更新：2022年3月18日 | このリストの最終更新：2022年3月18日 | このリストの最終更新：2022年3月18日 | このリストの最終更新：2022年3月18日 |

## 作品リスト
- 収録単行本の列のソートボタンをクリックすると、単行本の発行順かつ単行本内部での収録順に再配列される。

| 発表年月                                                                 | タイトル                                                               | 頁数 | 初出掲載誌                 | 収録単行本         | 執筆順 | 備考                                             |
| ------------------------------------------------------------------------ | ---------------------------------------------------------------------- | ---- | -------------------------- | ------------------ | ------ | ------------------------------------------------ |
| 2014年9月                                                                | 睦月っくす！                                                           | 28   | （同人誌：綺堂館）         | （同人誌）         | 001    |                                                  |
| 2014年10月                                                               | ちいさな性活                                                           | 26   | （同人誌：綺堂館）         | （同人誌）         | 002    |                                                  |
| 2014年12月                                                               | 睦月っくす！2                                                          | 32   | （同人誌：綺堂館）         | （同人誌）         | 003    |                                                  |
| 2015年5月                                                                | ちいさな性活2                                                          | 44   | （同人誌：綺堂館）         | （同人誌）         | 004    |                                                  |
| 2015年6月                                                                | ろりこんレッスン                                                       | 22   | COMIC LO 2015年8月号       | （単行本未収録）   | 005    |                                                  |
| 2015年8月                                                                | ちいさな性活3                                                          | 28   | （同人誌：綺堂館）         | （同人誌）         | 006    |                                                  |
| 2015年8月                                                                | 後輩がんばります!                                                      | 20   | COMIC LO 2015年10月号      | 仔づくりチルドレン | 007    |                                                  |
| 2015年11月                                                               | ショッピングセンターで会った女の子と仲良くなったのでイタズラしてみた。 | 16   | COMIC LO 2016年1月号       | （単行本未収録）   | 008    |                                                  |
| 2015年12月                                                               | ちいさな性活4                                                          | 26   | （同人誌：綺堂館）         | （同人誌）         | 009    |                                                  |
| 2016年3月                                                                | 彼女のオモチャ！                                                       | 16   | LoLiN はるが来た号         | （単行本未収録）   | 010    | 加筆修正版を同人誌で発行                         |
| 2016年5月                                                                | こどもの性活                                                           | 28   | （同人誌：綺堂館）         | （同人誌）         | 011    |                                                  |
| 2016年5月                                                                | イチャコラスイッチ                                                     | 20   | Juicy NO.14                | 仔づくりチルドレン | 012    |                                                  |
| 2016年6月                                                                | なるみの部屋                                                           | 16   | LoLiN 雨色の時号           | （単行本未収録）   | 013    | 加筆修正版を同人誌で発行                         |
| 2016年8月                                                                | こどもの性活2                                                          | 32   | （同人誌：綺堂館）         | （同人誌）         | 014    |                                                  |
| 2016年11月                                                               | 年上幼馴染みがショタコンじゃないと思った？                             | 20   | Juicy NO.16                | 仔づくりチルドレン | 015    |                                                  |
| 2016年12月                                                               | こどもの性活3                                                          | 44   | （同人誌：綺堂館）         | （同人誌）         | 016    |                                                  |
| 2017年2月                                                                | 彼女のオモチャ!                                                        | 28   | （同人誌：綺堂館）         | （同人誌）         | 017    | LoLiN はるが来た号の加筆修正版 （こどもの性活4） |
| 2017年4月                                                                | はだか記念日                                                           | 24   | （同人誌：綺堂館）         | （同人誌）         | 018    | （こどもの性活5）                                |
| 2017年8月                                                                | ドキドキ宿泊学習!!                                                     | 32   | （同人誌：綺堂館）         | （同人誌）         | 019    | （こどもの性活6）                                |
| 2017年10月                                                               | 思春の部屋                                                             | 40   | COMIC夢幻転生 2017年11月号 | 仔づくりチルドレン | 020    | 単行本で加筆2ページ                              |
| 2017年12月                                                               | 彼女のオモチャ!2                                                       | 28   | （同人誌：綺堂館）         | （同人誌）         | 021    | （こどもの性活7）                                |
| 2017年12月                                                               | 小さな性のメロディ                                                     | 28   | （同人誌：綺堂館）         | （同人誌）         | 022    | （こどもの性活8）                                |
| 2018年2月                                                                | かくれんぼロッカーベイビーず                                           | 30   | COMIC夢幻転生 2018年3月号  | 仔づくりチルドレン | 023    | 単行本で加筆2ページ                              |
| 2018年4月                                                                | なるみの部屋                                                           | 24   | （同人誌：綺堂館）         | （同人誌）         | 024    | LoLiN 雨色の時号の加筆修正版                     |
| 2018年5月                                                                | 思春の部屋<第2話>                                                      | 28   | COMIC夢幻転生 2018年6月号  | 仔づくりチルドレン | 025    |                                                  |
| 2018年7月                                                                | 思春の部屋<最終話>                                                     | 27   | COMIC夢幻転生 2018年8月号  | 仔づくりチルドレン | 026    |                                                  |
| 2018年9月                                                                | カム様 HELP!!<前編>                                                    | 30   | COMIC夢幻転生 2018年10月号 | 交尾ごっこ         | 027    |                                                  |
| 2018年12月                                                               | お子様は生エッチが好き                                                 | 24   | （同人誌：綺堂館）         | （同人誌）         | 028    | （こどもの性活9）                                |
| 2019年1月                                                                | 綾瀬さんはエッチにからかう                                             | 45   | COMIC夢幻転生 2019年2月号  | 交尾ごっこ         | 029    |                                                  |
| 2019年4月                                                                | カム様 HELP!!<中編>                                                    | 36   | COMIC夢幻転生 2019年5月号  | 交尾ごっこ         | 030    |                                                  |
| 2019年7月                                                                | カム様 HELP!!<後編>                                                    | 28   | COMIC夢幻転生 2019年8月号  | 交尾ごっこ         | 031    |                                                  |
| 2019年8月                                                                | 夏休みキッズは子づくり研究中♡                                          | 32   | （同人誌：綺堂館）         | （同人誌）         | 032    | （こどもの性活10）                               |
| 2019年11月                                                               | 彼女の喘かせ方                                                         | 40   | COMIC夢幻転生 2019年12月号 | 交尾ごっこ         | 033    |                                                  |
| 2019年12月                                                               | お子ちゃまカップル                                                     | 24   | （同人誌：綺堂館）         | （同人誌）         | 034    | （こどもの性活11）                               |
| 2020年11月                                                               | 無限の少年（第1話）                                                    | 52   | ジャンプルーキー！         | （漫画投稿サイト） | 035    | （綺堂有二 名義で執筆）                          |
| 2020年12月                                                               | 無限の少年（第2話）                                                    | 42   | ジャンプルーキー！         | （漫画投稿サイト） | 036    | （綺堂有二 名義で執筆）                          |
| 2021年1月                                                                | 無限の少年（第3話）                                                    | 30   | ジャンプルーキー！         | （漫画投稿サイト） | 037    | （綺堂有二 名義で執筆）                          |
| 2021年3月                                                                | 無限の少年（第4話）                                                    | 18   | ジャンプルーキー！         | （漫画投稿サイト） | 038    | （綺堂有二 名義で執筆）                          |
| 2021年6月                                                                | 無限の少年（第5話）                                                    | 21   | ジャンプルーキー！         | （漫画投稿サイト） | 039    | （綺堂有二 名義で執筆）                          |
| 2021年7月                                                                | 無限の少年（第6話）                                                    | 21   | ジャンプルーキー！         | （漫画投稿サイト） | 040    | （綺堂有二 名義で執筆）                          |
| 2021年12月                                                               | 大きく育った幼なじみ                                                   | 20   | （同人誌：綺堂館）         | （同人誌）         | 041    | （こどもの性活12）                               |
| 出典：綺堂無一HP 綺堂館 / 活動履歴 \|このリストの最終更新：2022年3月18日 |                                                                        |      |                            |                    |        |                                                  |